# Die Tochter der Frau von Larsac
Die Tochter der Frau von Larsac è un film del 1924 diretto da Jacob Fleck e Luise Fleck.
Il soggetto del film è tratto da una novella di Hans Müller-Einigen.

## Produzione
Il film fu prodotto dalla Helios Film.

## Distribuzione
Venne presentato in anteprima per la stampa a Vienna il 20 dicembre 1924 al Gartenbau-Kino. Uscì nelle sale austriache il 2 gennaio 1925.